# Aulonocara saulosi
Aulonocara saulosi è una specie di pesci della famiglia dei Ciclidi. La si può trovare in Malawi e in Tanzania. Il suo habitat naturale sono i laghi di acqua dolce.

## Etimologia
Il nome generico Aulonocara deriva dall'antico greco aulos, ovvero "flauto", e kara, ovvero "volto".
Il nome specifico saulosi è in onore di Saulos Mwale, subacqueo e meccanico malawiano che, lavorando per l'esportatore di pesci Stuart M. Grant, scoprì molte specie di pesci ciclidi malawiani.

## Distribuzione e habitat
Endemica del Lago Malawi, questa specie demersale si può trovare da 7 a 40 metri di profondità, con temperature di 22-26°C e pH dell'acqua di 7,5-8,5 

## Morfologia
La lunghezza di questa specie varia da 9,2 cm a 11 cm per i maschi dominanti (questa specie è caratterizzata infatti dal dimorfismo sessuale).

## Dieta
Questa specie carnivora si ciba di invetrebrati che vivono sul fondale marino.

## Comportamento e ciclo vitale
Una volta raggiunta la maturità sessuale, gli esemplari di Aulonocara saulosi vivono in piccoli gruppi (infatti gli acquariofili consigliano di ospitarne almeno quattro in un acquario). Sono animali diurni e territoriali: disprezzano la presenza di intrusi con comportamento simile nelle vicinanze, compresi esemplari della sua stessa specie. Mostra poco interesse verso animali non territoriali.
È un animale poligamo e oviparo; i maschi si riproducono con diverse femmine ogni stagione riproduttiva.
Questo pesce può vivere fino a 7 anni.